# Picotet olivaci
El picotet olivaci (Picumnus olivaceus) és una espècie d'ocell de la família dels pícids (Picidae) que habita la selva humida, malesa, vegetació secundària i manglars fins als 1500 m al vessant del Carib de l'est de Guatemala, Hondures i Nicaragua, al sud-oest de Costa Rica, ambdues vessants de Panamà, i turons entre 600 i 2500 m, al nord i oest de Colòmbia, nord-oest de Veneçuela i oest de l'Equador.